# داوید آلوارس (بازیکن فوتبال، زاده ۱۹۸۵)
داوید آلوارس (اسپانیایی: David Álvarez‎؛ زادهٔ ۵ دسامبر ۱۹۸۵) بازیکن فوتبال اهل هندوراس بود.
از باشگاه‌هایی که در آن بازی کرده است می‌توان به باشگاه فوتبال موتاگوا اشاره کرد.
وی در مسابقات کشوری و بین‌المللی در مجموع برندهٔ ۲ مدال طلا شده است.